# Рихарциці
Рихарциці (пол. Rycharcice) — село в Польщі, у гміні Ґоздово Серпецького повіту Мазовецького воєводства.
Населення — 111 осіб (2011).
У 1975-1998 роках село належало до Плоцького воєводства.

## Демографія
Демографічна структура станом на 31 березня 2011 року:
|          | Загалом | Допрацездатний вік | Працездатний вік | Постпрацездатний вік |
| -------- | ------- | ------------------ | ---------------- | -------------------- |
| Чоловіки | 57      | 10                 | 40               | 7                    |
| Жінки    | 54      | 12                 | 28               | 14                   |
| Разом    | 111     | 22                 | 68               | 21                   |